# Oikopleura
Oikopleura es un género de tunicado de la clase Appendicularia, que forman parte del plancton marino. Viven dentro de una cubierta de mucus que es secretado cada cuatro horas y a una temperatura de 20 °C, en este mucus se halla una malla o reticulado que es utilizado para retener partículas grandes y una segunda malla fina que recoge partículas pequeñas entre las cuales que se hallan nanoplacton pelágico y bacterias. El tamaño de dicha envoltura es mucho más grande que el cuerpo del animal, que solo mide unos pocos milímetros mientas que su cubierta puede llega a ser del tamaño de una castaña.
Los oikopléuridos son organismos bastante comunes que solo presentan reproducción sexual pero que pueden llegar a ser bastante profusos para las costas de la Columbia Británica  en Canadá, en donde se han señalado densidades poblacionales de hasta 10.000 individuos por metro cúbico y tiñen el agua de rosado.

## Taxonomía
- Oikopleura (Coecaria) Lohmann, 1933[5]
  - Oikopleura (Coecaria) fusiformis Fol, 1872[5]
    - Oikopleura (Coecaria) fusiformis cornutogastra Aida, 1907[5]

  - Oikopleura (Coecaria) gracilis Lohmann, 1896[5]
  - Oikopleura (Coecaria) intermedia Lohmann, 1896[5]
  - Oikopleura (Coecaria) longicauda  (Vogt, 1854)[5]

- Oikopleura (Vexillaria) Lohmann, 1933[5]
  - Oikopleura (Vexillaria) albicans  (Leuckart, 1853)[5]
  - Oikopleura (Vexillaria) caudaornata  (Fenaux & Youngbluth, 1991) [5]
  - Oikopleura (Vexillaria) cophocerca  (Gegenbaur, 1855)[5]
  - Oikopleura (Vexillaria) dioica Fol, 1872[5]
  - Oikopleura (Vexillaria) gaussica Lohmann, 1905[5]
  - Oikopleura (Vexillaria) gorskyi Flood, 2000[5]
  - Oikopleura (Vexillaria) inflata  (Fenaux & Youngbluth, 1991)[5]
  - Oikopleura (Vexillaria) labradoriensis Lohmann, 1892[5]
  - Oikopleura (Vexillaria) parva Lohmann, 1896[5]
  - Oikopleura (Vexillaria) rufescens Fol, 1872[5]
  - Oikopleura (Vexillaria) vanhoeffeni Lohman, 1896[5]
  - Oikopleura (Vexillaria) villafrancae Fenaux, 1992[5]

## Distribución
Los oikopléuridos se distribuyen en las aguas tropicales de todos los océanos y mares del globo terráqueo, habiéndosele señalado ampliamente para el mar Caribe y las costas occidentales del océano Atlántico.

### Videos
- Youtube: Larvacea (Oikopleura dioica)

- Datos: Q3639186
- Multimedia: Oikopleura / Q3639186